# Chondrus (Tiergattung)
Chondrus ist eine Gattung der Familie der Vielfraßschnecken (Enidae) aus der Unterordnung der Landlungenschnecken (Stylommatophora).

## Merkmale
Die links- oder rechtsgewundenen, zylindrischen bis turmförmigen Gehäuse sind 10 bis 27 mm hoch und 3 bis 7 mm breit. Die neun bis zwölf, langsam zunehmenden Windungen sind an der Peripherie abgeflacht und nur durch eine seichte Naht voneinander abgesetzt. Die Mündung ist gerundet dreieckig und am oberen Ende zugespitzt, oder auch rundlich. Sie ist vergleichsweise klein, die Form und Größe kann aber auch innerhalb einer Art variieren. Die Mündungsebene steht leicht schief zur Gehäuseachse. Der relativ feste Mündungsrand ist leicht nach außen gebogen und mäßig bis deutlich verdickt. Die Ansatzstellen der Mündung an die vorige Windung sind einander nicht angenähert und durch eine ausgeprägte weiße Lage miteinander verbunden. In die Mündung ragen drei bis vier Zähne oder Lamellen hinein, ein starker Palatalzahn, eine tief in der Mündung liegende parietale Falte, eine waagrecht verlaufende columellare Falte und gelegentlich ein sehr kleiner Höcker an der Basis der Spindel. Der Nabel ist nur ein kurzer Spalt. 
Die Schale ist gewöhnlich kreideweiß, oft mit mehr oder weniger zahlreichen dunklen Streifen. Der Apex ist gewöhnlich ebenfalls dunkel. Die Oberfläche der Embryonalwindungen sind glatt, die postembryonalen Windungen zeigen eine Skulptur aus feinen unregelmäßigen faltenähnlichen Anwachsstreifen und feine spirale Elemente. Radiale und spirale Elemente können ein retikuläres Muster bilden.
Im männlichen Trakt des Geschlechtsapparates tritt der Samenleiter (Vas deferens) apikal in den sehr langen und verdickten Epiphallus ein. Das Flagellum am Eintritt des Samenleiters ist nur rudimentär entwickelt. Nach etwa einem Drittel der Epiphalluslänge ist ein kurzes konisches Caecum entwickelt. Der Durchmesser des Epiphallus nimmt nun auf etwa die Hälfte ab. Der kurze, stark verdickte Penis nimmt nur etwa ein Drittel der Epiphalluslänge ein; ein Peniscaecum fehlt. Kurz vor der Einmündung des Penis in das Atrium zweigt der sehr lange Penisappendix ab. Dieser besteht aus einem langen, verdickt unteren Teil, einem kugelig-verdickten, Teil, einem kurzen mäßig dicken Mittelteil, einem sehr langen und sehr dünnen Mittelteil und einem wurmförmig verdickten Endteil. Der Retraktormuskel teilt sich in zwei Stränge auf, von denen einer am verdickten unteren Teil des Penisappendix (nahe zum kugelig-verdickten Teil) ansetzt, der andere am Penis nahe am Übergang zum Epiphallus. Im weiblichen Trakt ist der freie Eileiter etwa doppelt so lang wie die Vagina. Die Spermathek ist mäßig lang mit einer länglichen Samenblase und einem sehr langen, wurmförmigen Divertikel.

## Geographische Verbreitung
Die wenigen Arten der Gattung kommen auf der Balkan-Halbinsel, in Griechenland und in Kleinasien vor.

## Taxonomie
Das Taxon Chondrus wurde 1816 von Georges Cuvier aufgestellt. In der Beschreibung von Chondrus erscheinen zwei Fußnoten, in denen die ursprünglich zu Chondrus gestellten Arten aufgeführt sind: (1) Bulimus zebra Olivier, 1801, Pupa tridens Draparnaud, 1801 und Pupa variabilis Draparnaud, 1801, und (2) Bulimus avenaceus Brugière, 1792 (Pupa avena), Pupa secale Draparnaud, 1801, Pupa frumentum Draparnaud, 1801, Bulimus similis Bruguière, 1792, Pupa cinerea Draparnaud, 1801, Pupa polyodon Draparnaud, 1801 und Helix quadridens Bruguière, 1792.
Typusart ist Bulimus zebra Olivier, 1801 durch die Bestimmung durch John Edward Gray (1847: S.  175). Bulimus zebra Olivier, 1801 ist aber durch Bulimus zebra Brugière, 1792 präokkupiert und wurde von André Étienne d’Audebert de Férussac 1821 zunächst durch zebriola ersetzt, und im selben Werk noch zu zebrula korrigiert. Chondrus ist derzeit allgemein als eigenständige Gattung anerkannt (Fauna Europaea, Welter Schultes, Gümüş & Neubert). Es gibt auch eine Gattung Chondrus im Pflanzenreich.
- Gattung Chondrus Cuvier, 1816
  - Chondrus lycaonicus (Sturany, 1904)[4]
  - Chondrus tournefortianus (Férussac, 1821)[2]
  - Chondrus zebrula (Férussac, 1821)[2]

## Belege

### Online
- AnimalBase: Chondrus Cuvier, 1816

## Anmerkung
1. ↑  Nach der Erklärung der Darstellung durch Gray auf S.  130 ist die hinter einer Gattung genannte Art die Typusart.